# Vetenskapsåret 1788

## Händelser

### Allmänt
- 18 mars - Linnean Society of London grundas.

### Botanik
- Okänt datum - Thomas Walter publicerar Flora Caroliniana, den första nordamerikanska flora med vetenskapliga namn.[1]

## Pristagare
- Copleymedaljen: Charles Blagden, brittisk läkare

## Födda
- 22 mars - Pierre Joseph Pelletier (död 1842), fransk kemist.
- 14 oktober - Edward Sabine (död 1883), irländsk fysiker, astronom och upptäcktsresande.
- 12 september – Charlotte von Siebold (död 1859), tysk gynekolog.

## Avlidna
- 16 april - Georges-Louis Leclerc de Buffon (född 1707), fransk biolog.
- 8 maj - Giovanni Antonio Scopoli (född 1723), italiensk-österrikisk biolog.
- 6 december - Nicole Reine Lepaute (död 1723), fransk astronom.
- Lucia Galeazzi Galvani (född 1743), italiensk forskare

### Fotnoter
1. ↑  Ward, Daniel B. (25 februari 2007). ”Scientific Note: Quercus sinuata Walter ... Rediscovered and Neotypified”. Castanea (Southern Appalachian Botanical Society) "72" (3):  ss. 177-181. doi:10.2179/0008-7475(2007)72[177:SNQSWH]2.0.CO;2. http://www.bioone.org/doi/full/10.2179/0008-7475%282007%2972%5B177%3ASNQSWH%5D2.0.CO%3B2. Läst 5 april 2011.